# Nymphargus oreonympha
Nymphargus oreonympha es una especie de anfibio anuro de la familia Centrolenidae.

## Distribución geográfica
Esta especie es endémica del departamento de Caquetá en Colombia. Habita entre los 2040 y 2270 m sobre el nivel del mar en la vertiente oriental de la Cordillera Oriental.

## Descripción
Los machos miden de 24.0 a 26.3 mm y las hembras hasta 26.4 mm.

## Publicación original
- Ruiz-Carranza & Lynch, 1991 : Ranas Centrolenidae de Colombia IV. Nuevas especies de Cochranella del grupo ocellata de la Cordillera Oriental. Lozania, vol. 60, p. 1-13.[5]